# Нелюбін Олександр Петрович
Нелюбін Олександр Петрович (*1785 р. — †1858 р.) — лікар, професор, засновник російської фармакології та фармації.

## Біографія
Народився в м. Вятка в купецькій родині, отримав освіту в Московському університеті та Санкт-Петербурзькій медико-хірургічній академії, де пізніше очолив кафедру фармації й фармакології.
Нелюбін О. П. започаткував реформу у викладанні фармацевтичних дисциплін, виокремив як самостійні напрямки фармацію і фармакологію (1824 р.). Запровадив викладання в Санкт-Петербурзькій медико-хірургічній академії організації фармацевтичної справи, історію загальної і російської фармації, винайшов і вдосконалив ряд апаратів і приладів для хімічного синтезу, здійснив аналіз кавказьких мінеральних вод.
У 1827 році вчений видав підручник «Фармакографія, або Хіміко-лікарське розпорядження приготування і вживання новітніх ліків» (опрацював декілька перевидань, четверте класичне видання (1840—1842 рр.) складалося з 4 томів загальним обсягом 1790 сторінок), й тривалий час виявлялося практичним керівництвом для лікарів і фармацевтів. У підручнику було детально описано фізичні й хімічні властивості лікарських речовин, способи їх приготування в лабораторіях і на підприємствах, визначалися домішки і підробки, розкрито фармацевтичну дію, проаналізовано несумісності та протипоказання, стосовно організації фармацевтичної справи Нелюбін О. П. вважав, що аптеки повинні відповідати сучасним вимогам і складатися з рецептурного залу, матеріальної кімнати, лабораторії, сушильні, підвалу, льодовика, вогнища і робочої кімнати.
Погляди Нелюбіна О. П. на теорію та практику лікарських форм й галенових препаратів найбільш повно висвітлені ним в «Фармацевтичних записках» (1843 р.). Для розповсюдження достовірних відомостей про ліки виготовлені закордоном та в Росії велике значення мала складена Нелюбіним О. П. «Диспенсаторія таємних, специфічних, універсальних й патентованих лікарських засобів» (1831 р.).